# Hostišov
Hostišov (dříve Ostešov) je vesnice v oblasti České Sibiře, místní část města Votice. Leží na trase mezinárodní silnice E55, v nadmořské výšce 615 metrů. V katastrálním území Hostišov leží i Buchov, Větrov a Zdeboř.

## Historie
První písemná zmínka o vesnici pochází z roku 1362.
Ve středověku stávala v Hostišově tvrz. V 15. století zde sídlili Ostešovští z Ostešova, později se tu připomíná Jan Řidlo z Mokřan a Burjan Otický z Otic, za něhož byl Hostišov připojen k Oticím.
V roce 1890 měla osada Hostišov 9 domů a 94 obyvatel. V roce 1901 si v Hostišově postavil chalupu (podle projektu Jana Kotěry) český spisovatel, novinář a politik Jan Herben, který vesnici proslavil svou knihou Hostišov a je nesprávně považován za autora označení Česká Sibiř. Spolu s T. G. Masarykem publikoval v časopise Čas, který v prosinci 1886 založil a jenž byl počátkem první světové války, roku 1915 již jako deník, jako orgán Masarykových realistů a odbojové organizace „maffie“ rakousko-uherskými státními orgány pozastaven. Díky Herbenovi navštívil Hostišov 15. srpna 1919 československý prezident Tomáš Garrigue Masaryk.

## Pamětihodnosti
- Vila čp. 11 (kam za Herbenem zajížděl i T. G. Masaryk)

## Galerie

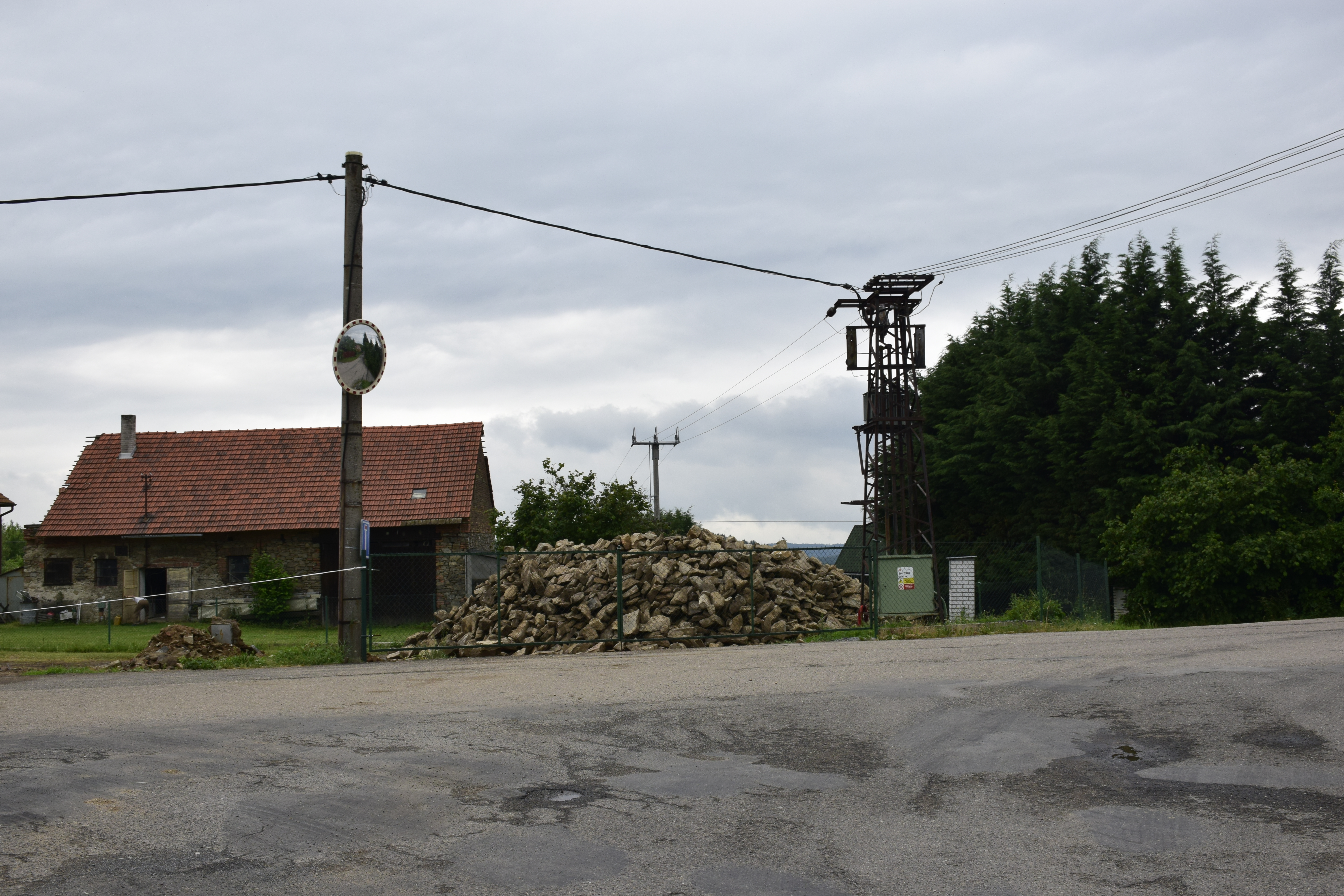
Hromada kamení
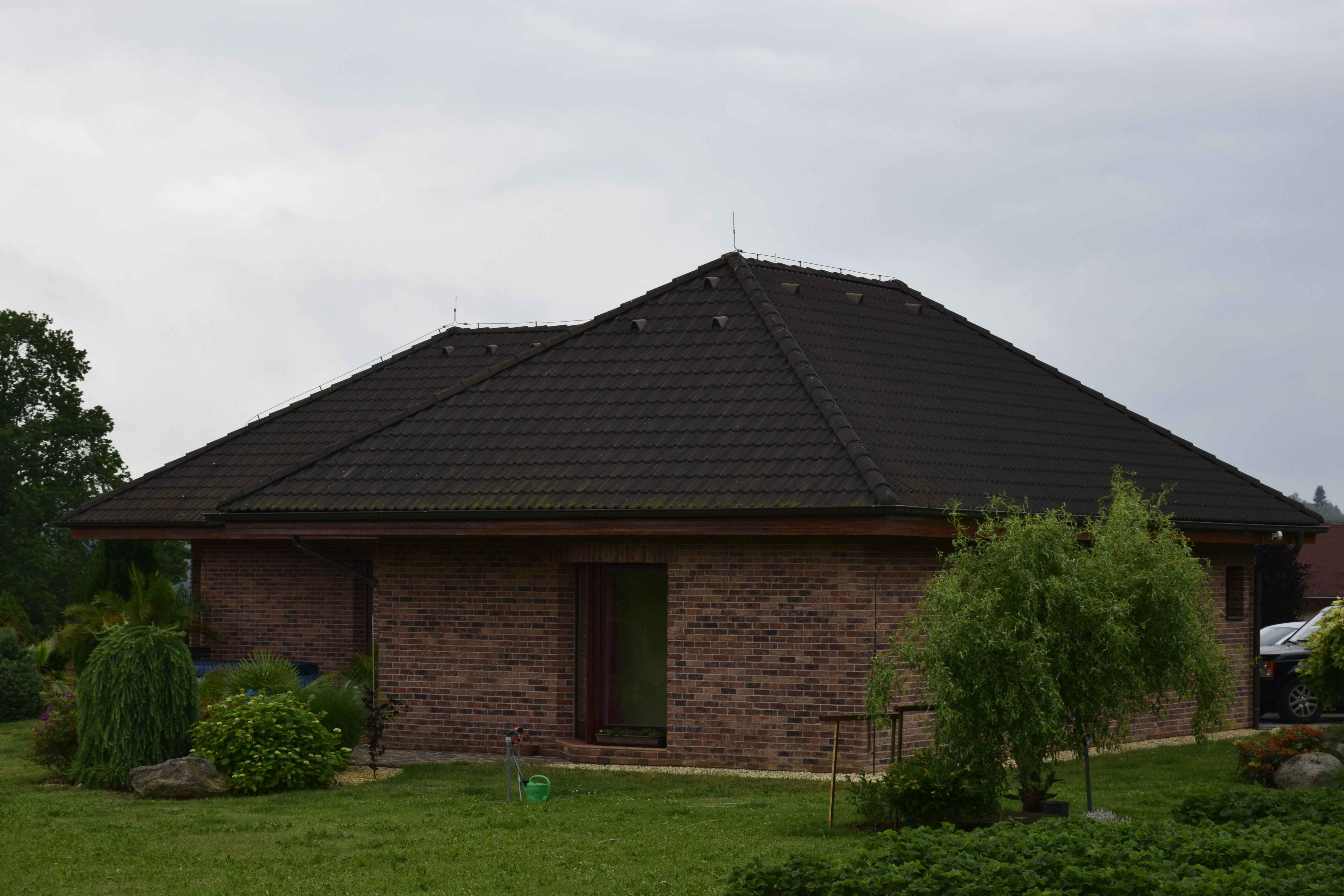
Novostavba
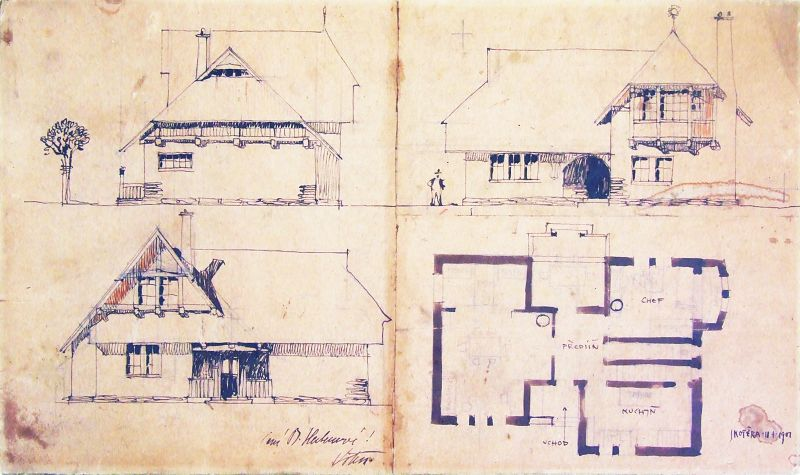
Jan Kotěra: Návrh domu Jana Herbena. 1902
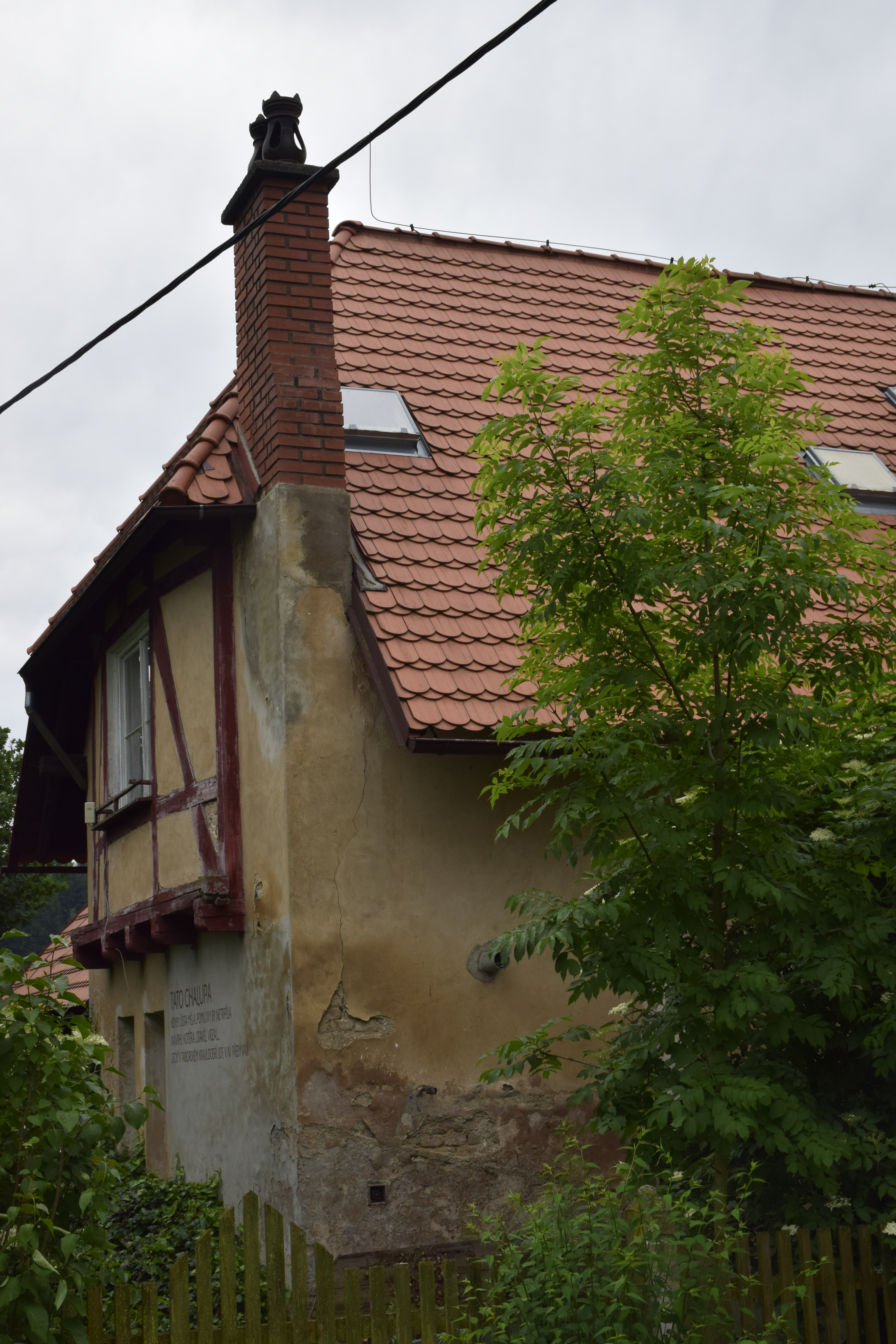
Dům z návrhu Jana Kotěry